# Pia Hellenthal
Pia Hellenthal (* 1985 in Bochum) ist eine deutsche Filmregisseurin und Drehbuchautorin.

## Leben
Pia Hellenthal wuchs mit ihrer älteren Cousine, der späteren Schauspielerin Annina Hellenthal in Bochum auf. 2013 schloss sie die Kunsthochschule für Medien in Köln mit dem Diplom für mediale Künste ab.
Hellenthal arbeitet als Regisseurin sowohl für fiktionale Filme, als auch für Dokumentarfilme. Ihre Filme liefen auf zahlreichen, zum Teil internationalen Festivals, unter anderem auf dem Internationalen Filmfestival Karlovy Vary, den Internationalen Kurzfilmtagen Oberhausen, den Solothurner Filmtagen und der Berlinale. Ihr Kurzfilm Palim Palim gewann beim Neuchâtel International Fantastic Film Festival 2013 sowohl den Prix H.R. Giger „Narcisse“ für den besten Schweizer Kurzfilm, als auch den Prix Taurus Studio für den besten Film.
Zusammen mit den Filmemachern und Absolventen der Kunsthochschule für Medien Köln Hannah Dörr, Visar Morina und Janis Mazuch gründete Hellenthal 2017 die Kölner Filmreihe Under the Influence. Dabei stellen die eingeladenen Regisseure ihre Lieblingsfilme vor, die sie maßgeblich beeinflusst haben. Anschließend gibt es ein Publikumsgespräch.
Für ihren Debütfilm, den Kinodokumentarfilm Searching Eva, erhielt Hellenthal 2016 das Gerd-Ruge-Stipendium. Der Kinofilm begleitet Eva Collé, die erwachsen wurde im Zeitalter des Internets und ihr Leben und ihre Selbstsuche seit ihrem 14. Lebensjahr online stellt. Der Film wurde von der Film- und Medienstiftung NRW, BKM und dem Goethe-Institut Libanon gefördert und kam am 14. November 2019 in die Kinos. Premiere feierte Searching Eva auf der Berlinale 2019 und lief anschließend auf über 70 internationalen Festivals, u. a. IDFA Amsterdam, HOT DOCS Toronto, AFI FEST, Los Angeles uvm. Der Film wurde darüber hinaus im Museum of Moving Images New York gezeigt, sowie im Garage Museum of Contemporary Art, Moskau. Searching Eva wurde nominiert für den Deutschen Dokumentarfilmpreis, den Preis der deutschen Filmkritik und den Glashütte Preis. Das Fotomuseum Winterthur in der Schweiz stellte 2018 eine Spin-Off-Installation des Films mit dem Titel anonymous asks aus.
Neben ihren eigenen Filmen arbeitet Hellenthal für das VICE Magazin, für die Kölner Produktionsfirma BildundTonfabrik sowie als feste Dozentin für Film an der HS Düsseldorf und als Gastdozentin u. a. an der Merz Akademie und IFS Köln. Für ihre Arbeit dort wurde sie u. a. mit dem Pink-Pudel für geschlechtergerechte Werbung ausgezeichnet sowie für die Lovie Awards nominiert.
A Woman Under the Influence von John Cassavetes und Wanda von Barbara Loden sind zwei Lieblingsfilme von Hellenthal.
Pia Hellenthal lebt in Köln und Berlin.

## Filmografie
- 2009: Game of Glass (Kurzspielfilm)
- 2010: The other sex (Werbespot für das Bundesministerium für Bildung)
- 2010: Billy the Boy (Fake Werbespot)
- 2013: Ganoven (Kurzspielfilm)
- 2013: Palim Palim (Kurzspielfilm)
- 2014: Trauerkantate in sechs Arien (Kurzspielfilm)
- 2015: Reborn Babies (Webdokumentation)
- 2018: Anonymous Asks (3 Kanal Video-Installation)
- 2019: Searching Eva (Kinodokumentarfilm)
- 2023: Wir (Fernsehserie)

## Auszeichnungen
- 2016: Gerd-Ruge-Stipendium für Searching Eva[4]
- 2017: Backstory Film Residency Beirut[9]
- 2019: Special Mention Award auf dem internationalen Dokumentarfilmfestival CPH:DOX für Searching Eva[3]
- 2019: Publikumspreis für den Besten Film auf dem Outview Film Festival für Searching Eva[9]

## Nominierungen
- 2015: Lovie Awards für Reborn Babies[3]
- 2019: Teddy Award: Bester Dokumentarfilm für Searching Eva[3]
- 2019: Deutscher Dokumentarfilmpreis für Searching Eva[9]